# Blossom Dearie plays April in Paris
Blossom Dearie plays April in Paris est un album de cool jazz publié en 1987 qui regroupe les albums Blossom Dearie plays for dancing et Blossom Dearie Piano enregistrés en 1955 et en 1956 à Paris par la pianiste américaine Blossom Dearie.
Ce disque est « l'un des très rares documents où Blossom Dearie ne chante pas ».

## Historique

### Contexte
Blossom Dearie (Marguerite Blossom Dearie) est née à East Durham dans l'État de New York le 29 avril 1926.
Pianiste classique de formation, Blossom Dearie était une grande admiratrice des harmonies de Claude Debussy. « À ses débuts professionnels à New York, Blossom Dearie accompagne Tony Bennett, au Chantilly, un club de Greenwich Village, et a pour amis le trompettiste Miles Davis, l'arrangeur Gil Evans, le pianiste John Lewis ou le saxophoniste Gerry Mulligan ».
« À l'invitation de Nicole et Eddie Barclay, Blossom Dearie débarque à Paris en 1952. Ne faisant rien comme personne, elle ne fréquente pas la Rive gauche mais le Mars Club, près des Champs-Elysées ». Avec Christiane Legrand (sœur de Michel Legrand) et quelques autres chanteurs et instrumentistes, « elle fonde, sous la houlette d'Eddie Barclay, l'octuor vocal les Blue Stars of France ». « À Paris, elle rencontre également le flûtiste et saxophoniste de jazz belge Bobby Jaspar, auquel elle sera mariée quelques années ».

### Enregistrement, publication et réédition
À la fin de l'année 1955, Blossom Dearie, accompagnée de Herman Garst à la contrebasse et de Bernard Planchenault à la batterie, enregistre huit morceaux qui sont publiés sous le titre Blossom Dearie plays for dancing, .
En janvier 1956, « Bobby Jaspar et Blossom Dearie (Mr et Mme Jaspar) entrent pour la première fois en studio ensemble, afin d'y enregistrer quelques titres (Old Devil Moon, Autumn In New York, Flamingo, There Will Never Be Another You) qui sortent sur le nouveau support qui monte : le 45 tours EP - extended play - capable de contenir de 2 à 4 titres selon leur longueur ». Bobby Jaspar n'y joue que de la flûte et la section rythmique se compose de Benoît Quersin à la contrebasse et de Christian Garros à la batterie,. Cet extended play sort en 1956 sur le label Barclay sous le titre Blossom Dearie Piano (Barclay 74017). La version britannique de l'EP sort sous le titre Bobby Jaspar and Blossom Dearie en novembre 1956 (Felsted ESD 3037).
Les deux sessions de 1955 et 1956 sont regroupées plus tard sur un disque vinyle long playing (LP) intitulé Blossom Dearie plays April in Paris et publié en 1987 et 1990 par le label Fresh Sound Records sous la référence FSR 555,.
Les huit morceaux de 1955 (sans Jaspar) sont réédités en 2002 sur un CD intitulé The Pianist dans la série Jazz in Paris,, aux côtés de quatre morceaux enregistrés en novembre 1954 par Blossom Dearie avec Les Blue Stars,, un groupe de jazz/pop des années 1950.

## Accueil critique
Jean-Pol Schroeder, auteur d'une biographie de Bobby Jaspar intitulée Bobby Jaspar : itinéraires d'un jazzman européen (1926-1963), écrit à propos de la session de 1956 Blossom Dearie Piano : « C'est la première fois que Bobby se concentre sur la flûte, instrument sur lequel il est alors sans égal en Europe ». « Un jazz sans excès ni démesure, mais qui ne manque ni de tendresse ni de raffinement. Blossom est une honnête pianiste, sans grande technique, mais qui sait faire « sonner » son piano et trouver les notes qu'il faut et les placer là où il faut (même si, sur ce disque, il arrive que son jeu fasse un peu « piano bar ») ».
Un avis qu'il convient cependant de nuancer. Renaud Machart, dans Le Monde, souligne que « Blossom Dearie était tenue dans le plus grand respect par les musiciens de jazz. Parmi ceux-ci, le batteur et chanteur Aldo Romano, qui l'a accompagnée dès les années 1960, nous a confié : "Elle avait un art du "placement" des paroles et des accords extraordinaire, ce rapport espace-temps, qui ne se décrit pas mais se ressent. Il y avait son toucher moelleux, son swing, mais aussi son sens harmonique, aussi riche que celui de Bill Evans ou de Lena Horne à qui, seule, je puis à cet égard la comparer" ».
Pour R. Fuller de Jazz Magazine, cité par Schroeder, Blossom Dearie Piano est « une excellente chose, d'une irréprochable musicalité ».

## Liste des morceaux
Les morceaux 1 à 4 (Blossom Dearie Piano) ont été enregistrés en quartet le 16 janvier 1956, tandis que les morceaux 5 à 12 (Blossom Dearie plays for dancing) sont antérieurs et ont été enregistrés en 1955 en formule trio.
| No  | Titre                             | Auteur                                 | Durée |
| --- | --------------------------------- | -------------------------------------- | ----- |
| 1.  | Old Devil Moon                    | Burton Lane                            |       |
| 2.  | Autumn In New York                | Vernon Duke                            |       |
| 3.  | Flamingo                          | Edmund Anderson, Theodor Grouya        |       |
| 4.  | There Will Never Be Another You   | Harry Warren                           |       |
| 5.  | The Continental                   | Con Conrad, Herbert Magidson           | 2:44  |
| 6.  | The Boy Next Door                 | Hugh Martin, Ralph Blane               | 2:49  |
| 7.  | They Can't Take That Away From Me | George & Ira Gershwin                  | 2:32  |
| 8.  | Moonlight Saving Time             | Harry Richman, Irving Kahal            | 2:33  |
| 9.  | The Surrey with the Fringe on Top | Richard Rodgers & Oscar Hammerstein II | 2:54  |
| 10. | April In Paris                    | Vernon Duke, Yip Harburg (non crédité) | 2:53  |
| 11. | Blue Moon                         | Richard Rodgers & Lorenz Hart          | 2:41  |
| 12. | Down The Depths Of The 90th Floor | Cole Porter                            | 3:21  |

## Musiciens
- Morceaux 1 à 4 (Blossom Dearie Piano, enregistré le 16 janvier 1956)
  - Blossom Dearie : piano
  - Bobby Jaspar : flûte
  - Benoît Quersin : contrebasse
  - Christian Garros : batterie
- Morceaux 5 à 12 (Blossom Dearie plays for dancing, enregistré fin 1955)
  - Blossom Dearie : piano
  - Herman Garst : contrebasse
  - Bernard Planchenault : batterie